# پیاز شرقی

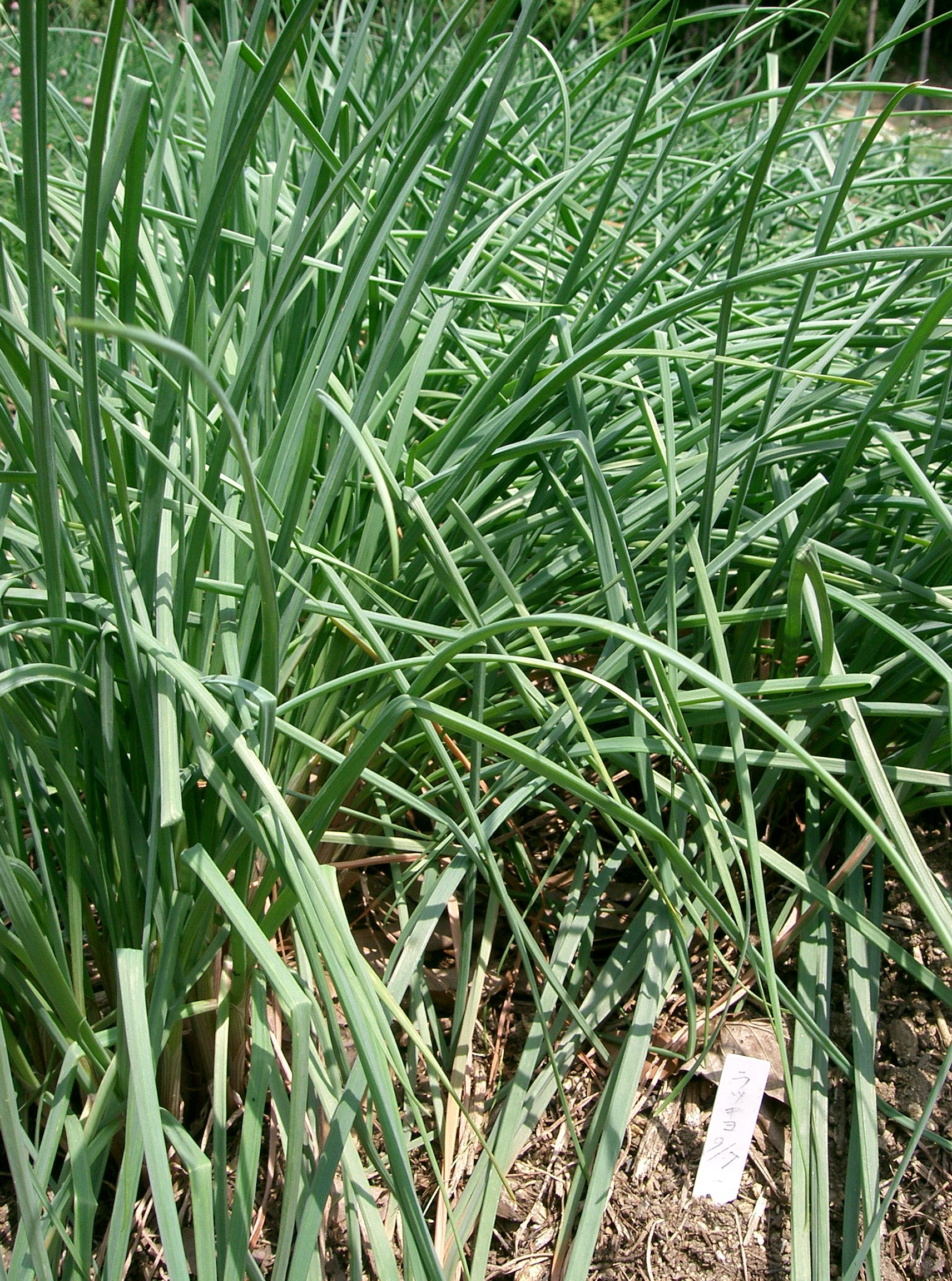
پیاز شرقی

پیاز شَرقی یک نوع پیاز خوراکی است. این گیاه بومی چین است، و در بسیاری از کشورهای دیگر نیز کشت می‌شود. خویشاوندان نزدیک آن شامل پیاز، موسیر، شالت، تره‌فرنگی، تره و سیر هستند.
به دلیل طعم بسیار ملایم و تازه آن، پیاز شرقی اغلب برای ترشی انداختن استفاده می‌شود و در ژاپن و ویتنام به عنوان غذای جانبی سرو می‌شود تا طعم قوی تر برخی از اجزای دیگر را در غذا متعادل کند. به عنوان مثال، در آشپزی ژاپنی، به عنوان چاشنی روی کاری ژاپنی مصرف می‌شود.
در ویتنام، ترشی پیاز شرقی، که در زبان ویتنامی به نام کو کیو شناخته می‌شود، اغلب در طول عید تت (سال نو قمری ویتنامی) سرو می‌شود.
پیاز شرقی در زبان ژاپنی با نام راکیو شناخته می‌شود. بطری‌های شیشه ای ترشی پیاز راکیو سفید در سوپرمارکت‌های آسیایی در آمریکای شمالی فروخته می‌شود.
پیاز شرقی در طب سنتی در طب نیروبخشی برای کمک به روده‌ها و بهبود و اشتها آوری معده استفاده می‌شود.
با وجود این که یک نوع پیاز بومی چین است، در دیگر نقاط آسیا و در آمریکا شمالی تبیعی سازی شده‌است، و کشت می‌شود.